# Thelaira occelaris
Thelaira occelaris är en tvåvingeart som beskrevs av Chao och Shi 1985. Thelaira occelaris ingår i släktet Thelaira och familjen parasitflugor. Inga underarter finns listade i Catalogue of Life.